# George Ratliff
George Ratliff (Texas, 11 de octubre de 1968) es un director y productor de cine estadounidense.

## Biografía
Nacido en Texas, Ratliff debutó como director de largometrajes a mediados de la década de 1990 con el filme Plutonium Circus. En lo que restó de la década, ofició como director en la película Purgatory County y en dos episodios del seriado Split Screen. En los años 2000 participó en la dirección de las películas Hell House y Joshua. Dirigió a Pierce Brosnan, Jennifer Connelly, Ed Harris, Greg Kinnear, Marisa Tomei y a Jim Gaffigan en la película Salvation Boulevard en 2011, y un año después dirigió un episodio del seriado Dark Wall.
En 2018 ofició como director del filme Welcome Home, protagonizado por Emily Ratajkowski, Aaron Paul y Katy Louise Saunders. En 2021 los medios anunciaron que Ratliff estaba desarrollando un nuevo proyecto como director, titulado Returns.

## Filmografía como director

### Cine
- 1994 - Plutonium Circus
- 1997 - Purgatory County
- 2001 - Hell House
- 2007 - Joshua
- 2011 - Salvation Boulevard
- 2018 - Welcome Home

### Televisión
- 1998 - Split Screen (2 episodios)
- 2005 - Daisy Does America (3 episodios)
- 2012 - Dark Wall (1 episodio)